# Футбол в Северной Македонии
Футбол в Северной Македонии — один из самых массовых видов спорта в стране. Футбольная федерация Северной Македонии образована в 1949 году, страна стала членом ФИФА в 1994 году, в состав УЕФА вошла в том же году. В стране существует 3 профессиональные лиги, ежегодно проводятся турниры на Кубок, а с 2011 года и на Суперкубок страны по футболу (нерегулярно).
Главным футбольным стадионом Северной Македонии служит Национальная арена Филипп II Македонский, вмещающая 36 400 зрителей. Она принимает у себя игры национальной команды и домашние матчи местных клубов «Вардар» и «Работнички».

## В составе Югославии
Социалистическая Республика Македония до 1991 года входила в состав Югославии. В этот период македонские клубы были встроены в систему футбольных лиг Югославии. Наиболее успешным из них был «Вардар» из Скопье, проведший в Первой лиге Югославии 33 сезона. Остальные северомакедонские клубы («Работнички», «Тетекс» и «Пелистер») появлялись в главной лиге страны в единичных случаях и по итогам первого же сезона в ней вылетали. «Вардар» же играл в чемпионате Югославии в лучшем случае роль середняка, не имея в своём активе ни одного места в итоговой тройке и периодически покидая Первую лигу. Главным же успехом северомакедонского футбола в югославском периоде стала победа «Вардара» в Кубке Югославии 1960/61. Лучшей итоговой позицией в чемпионате — 5-е место «Вардара» по итогам сезона 1984/85. Трижды «Вардар» представлял Югославию в еврокубках и покидал их на ранних стадиях. Единственную победу «Вардар» одержал в рамках первого раунда Кубка УЕФА 1985/1986, дома одолев с минимальным счётом бухарестское «Динамо».

## Период независимости
В 1991 году Северная Македония обрела независимость. Спустя 3 года она стала членом ФИФА и УЕФА. Первый розыгрыш национального чемпионата произошёл в сезоне 1992/93. В еврокубках же первым клубом представлявшим независимую Северную Македонию стал «Вардар», уступивший в первом раунде Кубка УЕФА 1994/1995 венгерской «Бекешчабе».
В сезоне 1997/98 северомакедонские команды дебютировали и в самом престижном европейском турнире — Лиге чемпионов УЕФА. Действующий чемпион страны «Силекс» вылетел уже в первом квалификационном раунде, уступив израильскому «Бейтару». С тех пор ежегодно чемпион Северной Македонии участвует в квалификации Лиги чемпионов, однако ни один северомакедонский клуб ещё не попадал в групповой раунд (по состоянию на середину 2016 года).

## Национальная сборная
Сборная Северной Македонии по футболу — национальная футбольная команда, представляющая Северную Македонию в международных играх. Фактически образовалась после распада Югославии и сыграла первую игру против сборной Словении 13 октября 1993 года. Македонцы разгромили в словенском городе Крань хозяев поля со счётом 4:1. Сборная Северной Македонии не участвовала в финальных играх чемпионатов мира, но дебютирует на чемпионате Европы в 2021 году.